# ريجينا لوند
ريجينا لوند (بالسويدية: Regina Lund)‏ هي مغنية وكاتِبة وممثلة سويدية، ولدت في 17 يوليو 1967 بفآسا في فنلندا.

## وصلات خارجية
- ريجينا لوند على موقع IMDb (الإنجليزية)
- ريجينا لوند على موقع روتن توميتوز (الإنجليزية)
- ريجينا لوند على موقع ألو سيني (الفرنسية)
- ريجينا لوند على موقع ميوزك برينز (الإنجليزية)
- ريجينا لوند على موقع قاعدة بيانات الأفلام السويدية (السويدية)
- ريجينا لوند على موقع أول ميوزيك (الإنجليزية)
- ريجينا لوند على موقع ديسكوغز (الإنجليزية)
- ريجينا لوند على موقع قاعدة بيانات الفيلم (الإنجليزية)